# Wieża Sciuta
Wieża Sciuta (malt. Torri ta' Xuta, ang. Sciuta Tower), znana też jako Wieża Sciutu (malt. Torri ta' Xutu, ang. Sciutu Tower) lub Wieża Wied iż-Żurrieq (malt. Torri ta' Wied iż-Żurrieq, ang. Wied iż-Żurrieq Tower) - mała wieża strażnicza w Qrendi na Malcie. Została zbudowana w roku 1638 jako piąta wieża Lascarisa. Wieża była w stanie podupadłym, lecz została ostatnio odrestaurowana przez Din l-Art Ħelwa.

## Historia
Wieża Sciuta została zbudowana przez Zakon Maltański w roku 1638 w Wied iż-Żurrieq, w pobliżu Qrendi, na miejscu średniowiecznego posterunku obserwacyjnego. Służyła ona jako prototyp dla wież de Redina, budowanych w latach 1658-1659.
Kiedy Brytyjczycy przejęli Maltę w roku 1800, wieżę Sciuta przejął Royal Malta Fencible Regiment (Królewski Maltański Pułk Obronny), a później Royal Malta Fencible Artillery. Została opuszczona przez wojsko w roku 1873, lecz raz jeszcze, podczas II wojny światowej była używana, tym razem przez Coast Police. Aż do roku 2002 wieża służyła jako posterunek lokalnej policji. Na dachu wieży wciąż znajduje się oryginalne działo, datowane na czasy rządów Zakonu Maltańskiego.

## Współcześnie

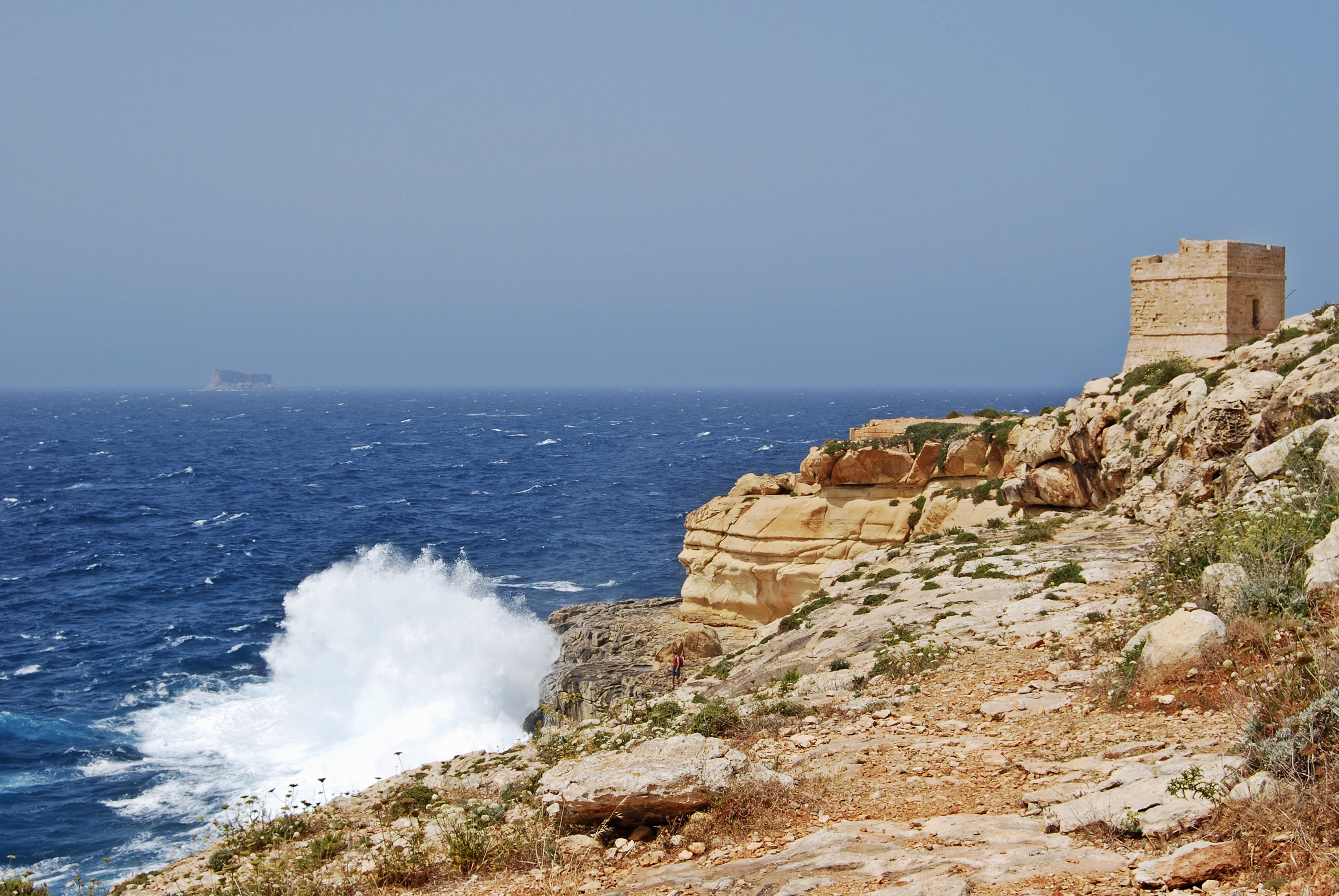
Widok wieży od wschodu

W marcu 2013 roku wieża została powierzona Din l-Art Ħelwa na okres 10 lat, w celu wykonania prac konserwacyjnych.
We wrześniu 2014 roku, wieża i jej otoczenie zostały oczyszczone z gruzu i śmieci przez wolontariuszy z Din l-Art Ħelwa oraz Qrendi Scouts. Wieża poddawana była odnowie i konserwacji do roku 2016, przypuszczalnie zostanie otwarta dla publiczności w roku 2017.